# Чун, Тереза
Тереза Чун (иер. трад. 章小蕙, упр. 章小蕙, ютпхин: Cheung Siu-wai, пиньинь: Zhāng Xiǎohuì, палл.: Чжан Сяохуэй) — актриса китайского происхождения. Родилась и выросла в Гонконге, высшее образование получила в Университете Торонто. 
Тереза Чун стала известной в качестве супруги известного гонконгского певца Кенни Би. Пара рассталась через год на фоне экономического кризиса и банкротства Кенни.
В 2004 году Тереза вновь привлекла к себе внимание, появившись в эротической картине «Разноцветные бутоны» режиссёра Йонфаня. Несмотря на то, что сама Чун, которой на тот момент исполнилось 30 лет, никогда до этого в кино не появлялась, её игра была высоко оценена кинокритиками: актриса была номинирована на несколько кинопремий, в том числе дважды на престижную Гонконгскую кинопремию. Сам фильм в прокате провалился. Чун, которая сразу же получила несколько новых предложений, впрочем не намеревалась продолжать карьеру в Гонконге и переехала в Америку, где выступила продюсером фильма «Буш» режиссёра Оливера Стоуна, где также появилась в эпизодической роли. На этом её кинокарьера, однако, завершилась.

## Фильмография
| Год  | Название            | Роль        | Примечание                                                |
| ---- | ------------------- | ----------- | --------------------------------------------------------- |
| 2004 | Разноцветные бутоны | Мэйли       |                                                           |
| 2008 | Буш                 | журналистка | камео; также указана в титрах как исполнительный продюсер |

## Награды
| Год  | Премия                               | Категория-Фильм                              | Итог      | Ссылки |
| ---- | ------------------------------------ | -------------------------------------------- | --------- | ------ |
| 2005 | Hong Kong Film Awards                | Лучший новый исполнитель—Разноцветные бутоны | Номинация | [ 2 ]  |
| 2005 | Hong Kong Film Critics Society Award | Лучшая актриса—Разноцветные бутоны           | Номинация | [ 3 ]  |